# FIFA Manager 09
FIFA Manager 09 je četvrta Manager videoigra u EA Sportsovom FIFA Manager serijalu. Izašla je u listopadu 2008., a opet je proizvođač tvrtka Bright Future (kao i za FIFA Manager 08). Nakon izlaska, na intrenetu su izdana ažuriranja igre (update). Bilo ih je četiri, a svaki se sastojao od nekoliko poboljšanja za 'Manager 09'. Igra ima velik broj mogućnosti, uz treniranja momčadi, moguće su i same kreacije klubova, stadiona, igrača, itd.

## Licencirane lige
UEFA
- Austrijska Bundesliga i Erste Liga
- Jupiler Liga i EXQI League
- Gambrinus liga
- SAS Ligaen i Viasat Divisionen
- Barclays Premier League, Coca-Cola Championship, Coca-Cola League 1, Coca-Cola League 2, Blue Square Conference
- Veikkausliiga
- Ligue 1 i Ligue 2
- Bundesliga, 2. Bundesliga, 3. Liga i Regionalliga
- Grčka Super Liga
- Soproni Liga
- Irska Premier liga
- Israelska Premier Liga i Liga Leumit
- Serie A i Serie B
- Eredivisie i Eerste Divisie
- Tippeligaen
- Ekstraklasa i Orange Liga
- Liga Sagres
- Frutti Fresh Liga I
- Rosgosstrakh Championship i Russian First Division
- Škotska Premier Liga, Škotska nogometna Prva Divizija i Druga Divizija
- PrvaLiga Telekom Slovenije
- Liga BBVA, Liga Adelante i Segunda División B
- Allsvenskan
- Axpo Super Liga i Dosenbach Challenge Liga
- Turkcell Süper Lig
- Ukrainian Premier League
- Ciparska Prva Divizija

CONCACAF
- Primera División de México
- Major League Soccer

AFC/OFC
- A-League
- New Zealand Football Championship
- K-League

CONMEBOL
- Primera División Argentina
- Campeonato Brasileiro Série A i Série B
- Primera División de Chile
- Colombian Professional Football
- Serie A de Ecuador
- Primera División de Paraguay
- Primera División Peruana
- Primera División Uruguaya

CAF
- Egipatska Premier Liga

## Vanjske poveznice
- FIFA Manager 09 kod MobyGames-a
- Međunarodni FIFA Manager Forum  Arhivirana inačica izvorne stranice od 9. siječnja 2010. (Wayback Machine)